# Bancangan
Bancangan is een bestuurslaag in het regentschap Ponorogo van de provincie Oost-Java, Indonesië. Bancangan telt 2147 inwoners (volkstelling 2010).